# Lucius Antonius

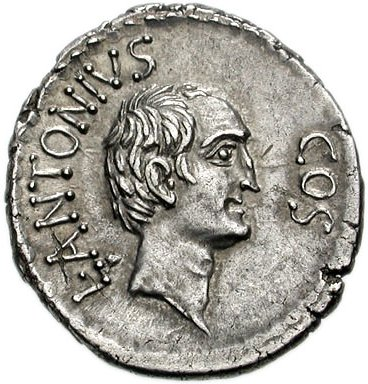
Mynt från omkring 41 f.Kr.

Lucius Antonius "Pietas" var en romersk politiker och militär under första århundradet före vår tideräkning. Han var yngre bror till Marcus Antonius. Lucius var konsul 41 f.Kr. och innan dess folktribun. Han stödde sin äldre bror under inbördeskriget mellan denne och Caesar Octavianus (senare Augustus). Efter att ha drivit ut Lepidus från Rom så drog han sig tillbaka till Perusia i centrala Italien när Augustus gjorde sitt återtåg från att ha besegrat Marcus. Vid Perusia belägrades och besegrades han och staden förstördes. Hans liv skonades dock och han sändes av Augustus till Spanien som guvernör. Inga historiska källor redogör för hans död.